# Triple parenthèse
La triple parenthèse, également appelée (((écho))), employée autour d'un nom pour isoler, au sein d'une phrase, un anthroponyme par trois parenthèses ouvrantes et trois parenthèses fermantes, est un symbole antisémite, généralement utilisé aux États-Unis sur les réseaux sociaux et sur certains sites web, visant à marquer, identifier et stigmatiser les personnes d'origine juive. La triple parenthèse peut également être utilisée autour d'une expression, comme autour de (((Our Great Ally))) pour désigner l'État d'Israël, allié historique des États-Unis.
Dans une volonté de contre-attaquer ce symbole, certaines personnalités publiques et organisations juives et non-juives détournent et utilisent ce symbole autour de leur propre nom, afin de s'identifier comme Juif, en signe de solidarité.